# Högerspöke
Högerspöke(t) är ett begrepp inom den politiska debatten som används om person(er) eller grupp(er)/parti(er) som anses stå långt till höger. Uttrycket används som metafor ("varna för högerspöket"), och syftar då på bilden av en gammeldags höger.[källa behövs]